# Ángel Villoldo
Ángel Villoldo (pełne brzmienie imienia i nazwiska: Ángel Gregorio Villoldo Arroyo) (ur. 16 lutego 1861 w Barrocas, zm. 14 października 1919; w literaturze podawane są też inne daty urodzenia) – argentyński kompozytor i poeta działający na przełomie XIX i XX wieku.

## Kompozytor i poeta
W Europie znany jest przede wszystkim jako kompozytor. Jest autorem licznych tańców hiszpańskich, włoskich, habaner i kupletów. Utworom tym nadawał specyficzną atmosferę argentyńskiego regionu Rio de la Plata. W 1889 roku opublikował kompilację cantos criollos – ludowych piosenek kreolskich z wierszowanym tekstem, których w większości był twórcą i które mogły być śpiewane z akompaniamentem gitary. W 1916 roku opublikował zestaw pieśni i piosenek o treści patriotycznej związanej z obchodami 100-lecia niepodległości Argentyny (m.in. tango Acorozado Rivadavia).
Najbardziej znany jest jednak jako kompozytor tanga. Nadał tangu argentyńskiemu stosowaną do dziś formę muzyczną. Oparta jest ona na takcie 2/4 oraz charakterystycznym, ostrym, często synkopowanym rytmie. Stąd nazywany jest często „ojcem tanga”. Na jego kompozycjach wzorowali inni, późniejsi kompozytorzy tworzący tanga, jak np. Gerardo Matos Rodríguez, Astor Piazzola, Edgaro Donato, czy Anselmo Aieta. Dzięki jego utworom tango stało się znane w Europie, a później w Ameryce Północnej. Znane były przypadki plagiatowania jego kompozycji, zwłaszcza w USA.
Ángel Villoldo działał głównie w Buenos Aires. Jako artysta i kompozytor używał pseudonimów: A. Gregorio, Fray Pimiento, Gregorio Giménez, Angel Arroyo y Mario Reguero.
Razem z Alredo Gobbim i swoją żoną Chilean Flora Rodríguez wyjechał do Paryża w celu dokonania nagrań fonograficznych dla firmy „Gath & Chaves” – jednej z największych argentyńskich firm handlowych tego okresu. Nagrania te, wielokrotnie później kopiowane spopularyzowały nieznaną praktycznie w Europie muzykę argentyńską.
Najsłynniejszym utworem Villolda jest skomponowane w 1905 roku tango El Choclo (1905 rok jest datą opublikowania, kompozycja powstała zapewne wcześniej), znane też pod anglojęzyczną nazwą The kiss of fire (Pocałunek ognia), pochodzącą z amerykańskiego plagiatu.
Innym bardzo popularnym utworem jest La morocha – tango z prostym tekstem lirycznym skomponowane w pośpiechu w 1906 roku. Przyjaciel Villolda, kompozytor Enrique Saborido wykonywał ten utwór wielokrotnie podczas dziewiczego rejsu argentyńskiej fregaty „Fragata Sarmiento” z kadetami marynarki argentyńskiej. Było to pierwsze tango, które zdobyło dużą popularność w Europie.
Dorobek Villolda obejmuje dużą liczbę utworów poetyckich i kompozycji. Jedynie nieliczne z nich są znane w Europie.

## Najbardziej znane kompozycje
- Acorozado Rivadavia (Pancernik Rivadavia) – tango
- Don Pedro – tango
- El cachorrito – tango
- Centar eterno – tango
- El choclo (The kiss of fire – Pocałunek ognia) – tango
- El esquinazo – tango
- El Portenito – tango
- El torito – tango
- Kalisay – tango
- La budinera – tango
- Perendete del brazo nena – tango
- Qué hacés chamberguito – tango
- Sacame una película gordito – tango
- Salve furlana ! – taniec włoski
- Soy tremendo – tango
- Yunta brava – tango